# Euthore meridana
Euthore meridana là loài chuồn chuồn trong họ Polythoridae. Loài này được Selys mô tả khoa học đầu tiên năm 1879.